# Иддингс, Джозеф
Джозеф Паксон Иддингс (англ. Joseph Paxson Iddings; 21 января 1857, Балтимор, США — 8 сентября 1920, Бринклоу, Мэриленд, США) — американский геолог, петрограф,один из авторов петрохимического метода классификации горных пород CIPW и основатель американской петрографической школы. Член Национальной академии наук США.

## Биография
Сын торговца-оптовика из Филадельфии. В 1877 году получил степень магистра в колледже Йельского университета. Затем изучал в университете аналитическую химию. Позже, перевёлся в Колумбийский университет, где изучал геологию под руководством профессора Джона С. Ньюберри. 1879—1880 годах провёл в Гейдельбергском университете, где под руководством Карла Рознбуша проводил петрографические исследования.
С июля 1880 году работал в Геологической службе Соединенных Штатов.
С 1892 года читал лекции в университете Чикаго, где специально для него была создана кафедра петрологии, первая в своем роде в мире. В 1908 году ушёл из университета и удалился в свой загородный дом в Мэриленде, проводил собственные исследования. Умер неженатым и бездетным в 1920 году от хронического нефрита.

## Научная деятельность
Исследовал генетические взаимосвязи соседствующих магматических горных пород, образовавшихся в течение одного периода вулканической активности.
В результате исследований, посвященных изучению градуировке и химического состава горных пород, Дж. Иддингс пришёл к выводу, что физические условия влияют на существенный минеральный состав, а также на кристаллическую структуру горных пород. Доказал, что кристаллические колебания зависят от температуры и скорости охлаждения, и поэтому оспаривал широко распространенное мнение о том, что гранулированные породы были получены только в больших массах на больших глубинах.
В 1902 году совместно с Кроссом, Пирссоном и Вашингтоном разработал метод пересчёта химического анализа пород на нормативный минеральный состав, который был назван методом CIPW по первым буквам фамилий авторов. Метод CIPW используется в классификации горных пород и, поэтому, за всё время практически не претерпел существенных изменений.
Его работы способствовали созданию в США поляризационного микроскопа.
Автор многочисленных первых петрографических описаний горных пород. Среди наиболее известных типов пород: Absarokit (1895), Banakit (1895), Hawaiite (1913), Shoshonit (1895), а также редкие камни, такие Bandait (1913), Batukit (1917), Kauaiit (1913), Kohalait (1913) Llanit (1904), а также Llanoit, порфировых гранитов, Marosit (1913), Shastait (1913), Tautirit (1918) и Ungait (1913).
Автор многих научных геологических терминов (Bysmalith, Chadacryst, Oikocryst, Consanguinitаt, Lagentextur, Lithophyse и др.).
Член Национальной академии наук США. Член Геологического общества Лондона и Геологического общества Америки, Американского философского общества, член научного общества Христиании (ныне Осло), почётный член французского минералогического общества (Société française de Mineralogie), почётный куратор петрологии Национального музея естественной истории США.

## Память
В память о Дж. Иддингсе Йельский университет учредил стипендию для аспирантуры его имени.

## Основные труды
- With A. Hague. Notes on the volcanoes of northern California, Oregon and Washington Territory. Am. J. Sci. Ser. 3, 26:222-35. (1883)
- Notes on the volcanic rocks of the Great Basin. Am. J. Sci. Ser. 3, 27:453-63. (With A. Hague, 1884)
- With A. Hague. On the development of crystallization in the igneous rocks of Washoe, Nevada, with notes on the geology of the district. U.S. Geol. Surv. Bull. 17:1-44.(With A. Hague, 1885)
- The nature and origin of lithophysae and the lamination of acid lavas. Am. J. Sci. Ser. 3, 33:36-45. (1887)
- Obsidian Cliff, Yellowstone National Park. U.S. Geol. Surv. Ann. Rep. 7:249-95.(1888)
- Microscopical Physiography of the Rock-Making Minerals: An Aid to the Microscopical Study of Rocks. Translated and abridged by J. P. Iddings. New York: Wiley & Sons.(With H. Rosenbusch, 1887)

1889
On crystallization of igneous rocks. Philos. Soc. Washington Bull. 11:65-113.
- The eruptive rocks of Electric Peak and Sepulchre Mountain, Yellowstone National Park. U.S. Geol. Surv. Ann. Rep. 12:569-664. (1891)
- Spherulitic crystallization. Philos. Soc. Washington Bull. 11:445-64.(1891)
- Appendix B: Microscopical petrography of the eruptive rocks of the Eureka District, Nevada, pp. 335-96. In Geology of the Eureka District, Nevada. U.S. Geological Survey Monograph 20.(With A. Hague, 1892)
- The origin of igneous rocks. Philos. Soc. Washington Bull. 12:89-216. (1892)
- Chemical and mineral relationships in igneous rocks. J. Geol. 6:219-37.(1898)
- The Geology of the Yellowstone National Park, part II. U.S. Geological Survey Monograph 32, 849 pp.(With A. Hague, 1899)

1902
- A quantitative chemico-mineralogical classification and nomenclature of igneous rocks. J. Geol. 10:555-690.(With C. W. Cross, 1902)
- Chemical composition of igneous rocks expressed by means of diagrams, with reference to rock classification on a quantitative chemico-mineralogical basis. U.S. Geol. Surv. Prof. Pap. 18:1-98.(1903)
- The isomorphism and thermal properties of the feldspars. Part II. Optical study. Carnegie Inst. Washington Publ. 31:77-95. (With A. L. Day and E. T. Allen, 1905)

1906
- The texture of igneous rocks. J. Geol. 14:692-707. (With C. W. Cross, 1906)
- Igneous Rocks: Composition, Texture and Classification, Description, and Occurrence, vol. I. New York: Wiley & Sons, 464 pp. (1909)
- Problems in petrology. Am. Philos. Soc. Proc. 50:286-300.(1911)
- Igneous Rocks: Composition, Texture and Classification, Description, and Occurrence, vol. II. New York: Wiley & Sons, 685 pp.(1913)
- Contributions to the petrography of Java and Celebes. J. Geol. 23:231-45.(With E. W. Morley, 1915)
- The petrology of some South Pacific Islands and its significance. Proc. Natl. Acad. Sci. U.S.A. 2:413-19.(With E. W. Morley, 1916)
- A contribution to the petrography of the South Sea Islands. Proc. Natl. Acad. Sci. U.S.A. 4:110-17.(With E. W. Morley, 1918)

Автор нескольких петрологических и петрографических учебников:
- Microscopical Physiography of the Rock-Making Minerals: An Aid to the Microscopical Study of Rocks" (1888).
- Rock Minerals, Their Chemical and Physical Characters and Their Determination in Thin Sections. New York: Wiley & Sons. (1906)
- The Problem of Volcanism. New Haven: Yale University Press, 273 pp.(1914)